# Ribeira do Pombal
Ribeira do Pombal est une municipalité brésilienne de l'État de Bahia et la microrégion de Ribeira do Pombal.